# Битка код Дојранског језера (1918)
Битка код Дојранског језера (18–19. септембар 1918) била је трећа битка на том месту за време Првог светског рата. Британско-грчко-француска војска је 3 дана после пробоја српске војске код Доброг поља пробала да прошири наступање Антанте на солунском фронту. Напад Антанте је завршен неуспехом и трећим поразом британске војске код Дојрана.

## Распоред
Пошто је српска војска извршила пробој фронта на правцу свог надирања и отпочела гоњења код Доброг поља, генерал Франше д'Епере је 17. септембра 1918. саопштио команданту британске армије генералу Жоржу Милну да су том победом створени повољни услови за планирани прелазак британско-грчких дивизија у офанзиву у области Дојранског језера, где су фронт против Бугара држале британско-грчке снаге.
Британско-грчки напад је био усмерен против левог крила 1. бугарске армије са обе стране Дојранског језера, односно против бугарске 9. дивизије на положајима западно од језера и 1. бригаде 11. македонске дивизије североисточно од језера. Очекујући савезнички напад на том сектору фронта, генерал Нерезов је по доласку на положај команданта 1. армије у јуну 1918. године, извршио извесне измене у дотадашњем распореду јединица. На левој обали Вардара била је убачена Брдска дивизија,{{напомена|Бугарска брдска дивизија била је формирана крајем 1917, најпре од 9 батаљона и касније повећана на 12 батаљона. Она је једно време била у општој резерви код Скопља, па је у мају 1918. преузела део фронта 11. дивизије источно од Дојранског језера. У току лета њој је додељен део фронта 9. дивизије источно од Вардара  тако да је 9. дивизији скраћен фронт на 14 km, која се померила на западне дојранске положаје (на десној обали Вардара и даље се налазила 5. дивизија, која је била у саставу бугарске 1. армије). Пошто је тако 9. дивизији скраћен фронт, командант дивизије генерал Вазов је распоредио четири пука у првој линији, један пук у дивизијској резерви, док је шести пук био у армијској резерви позади дивизијског одсека. Дивизија је на првом положају имала 12 а на другом положају 3 батаљона. За одбрану дивизијског одсека груписана су 123 артиљеријска оруђа.
Цео комплекс положаја између Дојранског језера и Вардара био је одлично утврђен са више линија ровова, појасом жичаних препрека, саобраћајница, склоништа, батеријама под бетонским куполама и бројним галеријама за смештај резерви.
Систем снабдевања, осматрања и веза био је добро организован. На југоисточним падинама Благе планине, источно од Дојранског језера, положаје је држала бугарска 1. македонска бригада, која је у свом саставу имала шест батаљона и 24 артиљеријска оруђа. Њени положаји су били добро утврђени, док је утврђеност положаја западно од језера била још боља. У току лета, непосредно пред офанзиву, бригада је попуњена људством из Бугарске да би се повећала њена борбена поузданост. Бугари су на основу систематског авиоизвиђања британског ваздухопловства и појачане артиљеријске ватре, већ 16. септембра закључили да се може очекивати скори почетак напада Антанте у зони Дојранског језера, па су трупе стављене у пуну борбену приправност.
Генерал Милн је припремио два истовремена напада:
- главни против бугарских положаја западно од језера (код Бугара најутврђеније место). Трупе на главном правцу напада под командом команданта британског 12. корпуса генерала Хенрија Вилсона биле су овако груписане: на левом крилу британска 22. дивизија, у центру британска 83. бригада (бригадни штаб са једним батаљоном пешадије и митраљеском четом), на десном крилу грчка дивизија „Серез", у општој резерви француски 2. пук Зуаве и британски корпусни коњички пук. Артиљерија за подршку састојала се од 231 артиљеријских оруђа (од брдских до најтежих калибара) као и француског оклопног воза
- помоћни дуж североисточне обале језера. Трупе су биле под командом команданта британског 16. корпуса генерала Бригса, сачињавале су: британска 28. дивизија и 228. бригада, затим грчка дивизија „Крит" и грчки 3. коњички пук. За подршку ових трупа груписано је 89 артиљеријских оруђа.[б][5]

Однос снага
Британско-грчко-француске трупе су имале укупно 44 пешадијских батаљона, 10 коњичких ескадрона и 320 артиљеријских оруђа према бугарских 18 батаљона и 147 топова, тако да је општи однос снага био 2,4 : 1 у пешадији и 2,2 : 1 у артилерији у корист савезника. На тежишту напада тај однос је био још повољнији за Антанту.
Британске трупе, које су се налазиле лево и десно од зоне напада, такође су извршиле припреме да својим активним дејством и погодним груписањем артиљерије потпомогну нападну групацију. Тиме је постигнута знатна густина артиљерије на тежишту напада, тако да је једно opyђе долазило на око 45 метара фронта. Непосредно пред почетак офанзиве британске трупе је захтатила епидемија „шпанске грознице", која се неповољно одразила на њихову борбену способност, јер су неки батаљони били толико бројно ослабљени да су имали свега 450 људи у строју. Британске трупе нису имале довољно самопоуздања због ранијих неуспеха на тим положајима (пораз у првој битки на Дојрану (август 1916) и другој битки на Дојрану (април-мај 1917)). Грци чије су јединице биле боље попуњене и чија је физичка способност била већа, кренули су у борбу с нешто већим надама на успех, али без неке јаче одлучности.

## Први напад
После снажне артиљеријске припреме, при чему су масовно употребљаване гранате са отровним гасовима, напад је почео 18. септембра 1918. у 5:08 часова. Прве успехе постигла је дивизија „Серез" генерала Зимбракакиса, која је кренула у напад са великим полетом. Она је брзо освојила непријатељски положај између Мале куроне и Дојранског језера. У 6 часова 1. пук је на десном крилу заузео Дојран и вис Тетон. Час касније 2. пук је заузео коту 340 и заробио 700 Бугара, 1. пук је извршио енергичан продор све до виса Орб на око 2 км северозападно од Дојрана. Али се после снажног бугарског противнапада поколебао и повукао на средокраћу између Орба и Дојрана. Командант дивизије, сматрајући да је немогуће одржати те положаје, наредио је да се тај пук повуче на линију Дојран — кота 340.
Напад 22. дивизије генерала Данкана извршен је у три колоне, од којих је свака по броју одговарала пешадијској бригади: на десном крилу 67. бригада, у центру грчки 3. пук из дивизије „Серез", а на левом крилу 66. бригада. у другом ешелону се налазила 77. бригада 26. дивизије.
Све три колоне имале непогодан терен за наступање, ипак њихов напад у почетку доста је обећавао. Сва три батаљона 67. бригаде пробила су се кроз појас обезбеђења и местимично успела да се пробију у први ров главног положаја Бугара. Британци се нису дуго одржали на освојеном земљишту, јер су их Бугари узастопним противнападима потиснули из својих ровова и присилили на повлачење. Грчки 3. пук је успео да заузме и трећу линију ровова на главном положају, продревши до положаја „Верен". Али је услед великих губитака његов замах ослабио, а ватра противничке артиљерије постајала све јача. У међувремену Бугари су предузели противнапад и Грци су (оставши без заштите своје артиљерије) попустили. Око 10 часова они су напустили ров „Танге", али су све до поподне упорно бранили суседне заузете положаје. Левокрилна 66. бригада, која је имала најважнију улогу у целом нападу, извршила је дубок продор. Када се њен деснокрилни батаљон заплео у жестоке борбе око тачке „П-4" услед недовољне енергије у наступању, цео је план био доведен у питање. Жестока борба око тачке „П-4" је настављена и британски делови су успели да продру у бугареке ровове. Изложени унаскрсној ватри Бугара са суседних положаја, уништени су сви који су се задржали у рововима. У обновљеном нападу погинуо је командант батаљона, а батаљон се распао. Средишњи батаљон је продро све до положаја „Мала долина", али је изгубио две трећине свога људства. Командант батаљона је при томе погинуо. Трећи (резервни) батаљон уведен је у борбу на правцv тачке „П-4", док cу се ппетходна два борила прса у прса са Бvгарима. Ни његов покушај да се ппобије напред није успео. Овај батаљон, упркос томе да је изгvбио трећину cвоr људства, прошао је доста боље у поређењу с другима, јер је после повлачења још био способан да поседне одбрану своје позадне ровове.
Према томе, напад двеју дивизија завршио се тако што је грчка дивизија „Серез" заузела предстражни и део првог положаја између Дојрана и коте 340, док је 22. дивизија задржала само тачку "0-6", која се налазила уз леви бок дивизије. Дивизија „Серез" заробила је 683 а 22. дивизија 67 људи. Обе дивизије су претрпеле велике губитке: сва три батаљона 67. бригаде су, практично, престала да постоје; 66. бпигада је изгубила 857 људи; 3. пук дивизије „Серез" имао је 1.232 војника избачена из строја, док су губици у осталим деловима дивизије били незнатни. Овако неповољан развој битке западно од Дојрана узнемирио је савезничко командовање. Генерал Милн је већ у 9 часова пре подне команданту 22. дивизије ставио на располагање 65. бригаду из армијске резерве, а затим и 2. пук Зуаве. Он је у исто време наредио 27. дивизији да своју бригаду из резерве пребаци на источну обалу Вардара у армијску резерву, уместо 65. бригаде. Али је одустао од тоrа кад му је генерал д'Епере ставио на располагање један пук из грчке 14. дивизије да се не би слабиле савезничке снаге на левој обали Вардара, које су такође имале да пређу у напад чим се осете знаци повољног развоја офанзиве код Дојрана.
Нападу помоћних снага на источној обали Дојранског језера претходили су дуги маршеви, пошто су се положаји левог крила британског 16. корпуса налазили на северозападним падинама планинског ланца Круше, а положај непријатеља на југоисточним падинама Благе планине. Између протовничких позиција, које су у најближој тачки биле удаљене готово 7 км, налазила се равница, коју су обе стране контролисале само патролама. Уочи офанзиве, у времену од 2. до 18. септембра, грчко-британске трупе су се неопажено спустиле у равницу. Грчка дивизија „Крит" генерала Спилиадеса, која се налазила на тежишту напада, прикупила се ноћу 16. септембра у селима Бавоко и Попово, где је остала до 18. септембра. Она је имала задатак да се у току приближавања непријатељским предстражама креће између села Еатли и источне обале језера. Десно од дивизије „Крит" требало је да наступа 84. бригада генерала Нисбота из 28. дивизије, са задатком да штити десно крило Грка и наступа ка селу Дервишли, док су 85. бригада и коњица требало да се групишу између села Попова и језера у корпусној резерви. Нападне трупе је подржавала корпусна артиљерија од око 89 оруђа. Већи део британске пољске арти- тиљерије одређен је за подршку грчких трупа.
Благодарећи темељно извршеним припремама, сви покрети су почели у рану зору 18. септембра. Дивизија „Крит", предвођена британским водичима, кренула је у 3 часа ноћу. Њен први ешелон (9. и 29. пук) већ је у 5:30 часова неопажено избио пред бугарске предстраже на линији Кара Пазарли — Гевшекли. Бугарска осигурања су се повукла, а њихова артиљерија је почела да туче грчке колоне у покрету. Британска 84. бригада такође је била на маршу као и сва артиљерија. Али како је артиљерија нешто задоцнила услед закрчености путева, грчки пукови су предузели напад на главни бугарски положај између 7:30 и 8 часова, пре него је била извршена артиљеријска припрема. Чим је почела борба, генерал Спилиадес је са својим штабом прешао у село Попово да би био ближе својим трупама, али о томе није обавестио команданта британске 28. дивизије, па је веза међу њима била прекинута. Бугарска артиљерија је успела да покида телефонске везе између пешадијских јединица у нападу и пољске артиљерије, тако да су неке пољске батерије дејствовале по свом нахођењу. Грци су успели да се уклине у бугарски положај јужно од села Николића (9. пука), али се нису могли одржати на заузетом земљишту. Да би заштитили десно грчко крило, делови британске 84. бригаде предузели су наступање ка селу Дервишли, стигавши тамо у 13 часова. Артиљерија 28. дивизије стављена је на располагање дивизији „Крит", са задатком да од 14:30 до 15 часова изврши нову припрему јvриша грчких трупа. Грци су предузели снажан јуриш, продирући кроз главни положај Бугара на падинама Благе планине. У међувремену, од распрснутих бугарских граната, запалила се сува трава на фронту 9. пука. Пламен се ширио великом брзином. Чете захваћене пламеном су се поколебале и одступиле назад, повлачећи са собом и остале јединице. Трупе дивизије „Крит" и 84. бригада, гоњене ватром бугарских топова, одступиле су преко поља назад и у сумрак се зауставиле иза моста железничке пруге у подножју Круше, претрпевши осетне губитке.
Према томе, британско-грчке трупе нису извршиле своје задатке. Оне су успеле да освоје само разорену варош Дојран и појас бугарског предстражног положаја од око три километра ширине на западној обали Дојранског језера, претрпевши при том велике губитке.
Одзив штаба Централних сила у Скопљу
Када је у штаб Групе армија у Скопљу, после непрекидног пристизања извештаја о сламању бугарских пукова на правцу српског продора, стигла вест о успеху бугарске 1. армије, у бици код Дојрана, генерал Шолц се понадао да ће моћи да стабилизује пољуљани део фронта и тако заустави српски продор и сломи савезничку офанзиву. У том циљу је у штабу 11. армије, у Прилепу, одржано саветовање високих немачких и бугарских команданата 18. септембра 1918, коме су присуствовали начелник штаба буrарске Врховне команде генерал Горги Тодоров, командант немачке 11. армије генерал Штојбен, начелник штаба Групе армија пуковник Шверин и начелник штаба 11. армије потпуковник Лемерхирт.

## Други напад
Чим је сазнао за резултат првог дана битке код Дојрана, генерал д'Епере је наредио да се напад понови и сутрадан, 19. септембра 1918, инсистирајући на томе да се мора уложити сав напор да се искористи пробој на српском фронту• На основу тога генерал Милн је наредио да 12. корпус изврши напад 19. септембра ујутру, са истим задацима као и претходног дана.
Командант 12. корпуса је за поновни напад имао на располагању Серешку дивизију без 3. пука, који је услед претрпљених губитака морао бити повучен у резерву и ојачану 22. дивизију. Пошто су се 66. и 67. бригада услед великих губитака могле употребити само за држање полазних положаја, команданту 22. дивизије стављена је на располагање за нападно дејство 77. бригада 26. дивизије, која је првог дана напада била у корпусној резерви, затим 2. пук Зуава и 65. бригада, која је била извучена у позадину због епидемије грознице. Напад британске 22. дивизије, која је добила задатак да пробије први положај непријатеља и заузме линију Гран куроне—Долина—Мала долина, од самог почетка је узео неповољан ток. Пошто је Зуавски пук, који је био одређен да напада на центру дивизијског распореда, потпао под снажну концентричну артиљеријску ватру за време наступања према полазном положају и претрпео озбиљне губитке, људство се расуло по забранима око села Даљек и није могао узети учешћа у нападу. Услед тога дошло је до поремећаја у нападу и осталих делова 22. дивизије. 77. бригада је предузела напад и до 10 часова њени батаљони су се уклинили у распоред непријатеља и заузели висове Сугор, Таг и Фаг. Будући да си били усамљени нису могли проширити свој успех. Бугари су извршили противнапад гонећи своје противнике у стопу. Тек после жилаве борбе Британци су успели да се удаље од својих гонилаца, али су при том имали велик број погинулих, заробљених и рањених. После тога бригада се повукла на полазне положаје. Када се сазнало да Зуавски пук неће моћи узети учешћа у нападу, командант левокрилне 65. бригаде наредио је да се одложи напад. Али услед слабих веза 3. батаљон није примио то наређење, па је у одређено време кренуо у напад. Пошто артиљерија, која је била обавештена о одлагању напада, није мењала режим ватре, батаљон је извршио јуриш кроз завесу сопствене артиљеријске ватре и пробио се напред бзз већих губитака. Будvћи да је батаљон био усамљен и изложен унакрсној ватри и противнападима Бугара, морао је да се повуче и да поново прође преко простора изложеног убитачној ватри сопствене артиљерије. Том приликом батаљон је претрпео велике rубитке. На тај начин, све британске трупе које су тога дана учествовале у нападу већ су се око 10:30 часова вратиле на своје полазне положаје. Серешка дивизија, ојачана једним батаљоном британске 83. бригаде, благовремено је предузела напад са положаја освојених претходног дана. Делови 2. пука су успели, упркос жилавом отпору Бугара, да продру у одбрамбене положаје код Гран курона. Али како су се у међувремену Британци већ били повукли, Бугари су концентрисали јаке снаге против Грка. Дошло је до огорчене блиске борбе на положајима око Хилта, у којој је један грчки батаљон десеткован, па се цео пук, пошто су му оба бока била откривена, повукао са Хилта. Због повлачења 2. пука, 1. пук није ни предузимао напад, већ је остао на свом полазном положају. У 11 часова генерал Милн је, на предлог команданта 12. корпуса, који га је обавестио о неуспеху и великим гцбицима трупа, наредио да се напад на целом фронту обустави. У дводневној борби код Дојрана Бугари су испољили велику храброст и упорност у одбрани, вешто користећи ватру и активна дејства. Британци и Грци су се храбро борили, али дејствујући неједновремено, без чврстог међусобног садејства и без правовремене довољне артиљеријске подршке, они нису могли своје напоре и жртве крунисати већим успехом. Услед великих rубитака које су претрпеле у дводневним борбама (7.220 људи избачено из строја), британско-грчке трупе су биле знатно ослабљене за нова нападна дејства. Еугарске трупе су изгубиле више од 3.000 људи, од којих је око 500 пало у заробљеништво. Од свег освојеног земљишта, једино је дивизија „Серез" задржала појас од око 3 км дубине на зпадној обали Дојранског језера, као и разорену варош Дојран.

## Губици
У току дводневне битке код Дојранског језера британске трупе у саставу 12. и 16. корпуса имале су избачених из строја: официра 177, војника и подофицира 3565; грчке дивизије: официра 217, подофицира и војника 3311 и 2. пук Зуава: 62 човека. Бугарски губици у бици код Дојрана такође су били знатни: само је 9. дивизија изгубила 83 официра и 2643 подофицира и војника. Цени се да је 1. македонска бригада имала око 500 људи избачених из строја.

## Даљи развој
Генерал д'Епере је на основу примљених инфопмација о почетним успесима британско-грчких снага око 10 часова био оптимистички расположен, па је у телефонском разговору са помоћником штаба српске Врховне команде пуковником Петром Пешићем саопштио да је стање у британској војсци добро и да српске трупе треба брже да напредују. Када је после подне добио обавештење од генерала Милна о поразу код Дојрана д’'Епере је изменио своје наређење од 18. септембра. Тако је дао британско-грчкој војсци да не предузима више општи напад већ само да држи Бугаре под претњом напада, и тиме онемогучи пребаивање бугарских трупа на српско-француски део фронта где је вршен пробој.

## Капитулација Бугарске
Са продором срспко-француских снага у центру Солунског фронта бугарска 2. армија је морала да се повлаћи да би држала линију са бугарском 1. армијом која се повлачила пред српско-француском војском. Британска војска је 27. септембра напредовала до реке Струмице коју је прешла 28. септембра. 12 дана након почетка битке за Дојранско језеро (29. септембра 1918) Бугарска је због пораза у бици код Доброг поља потписала капитулацију.